# Polyscia
Polyscia là một chi bướm đêm thuộc họ Geometridae.